# Pavla Jurková
Pavla Jurková (* 8. června 1949) je česká politička, v 90. letech 20. století poslankyně Poslanecké sněmovny za KDU-ČSL.

## Biografie
Ve volbách v roce 1996 byla zvolena do poslanecké sněmovny za KDU-ČSL(volební obvod Severomoravský kraj). Byla místopředsedkyní sněmovního petičního výboru a členkou ústavněprávního výboru. Na poslanecký mandát rezignovala v prosinci 1996.
Rezignovala jako jedna z několika zákonodárců poté, co se zjistilo, že neoprávněně užívala titul JUDr. Vystudovala totiž Právnickou fakultu Univerzity Karlovy, ale nesložila rigorózní zkoušku. Ve sněmovně ji nahradil Vladimír Procházka.
V lednu 1998 ministr Miloslav Výborný oznámil, že Jurková bude vedoucí jeho kanceláře a tiskovou mluvčí. Tam působila do konce mandátu vlády v srpnu 1998.
Od roku 1990 byla komunální političkou. V komunálních volbách roku 1994 byla zvolena za KDU-ČSL do zastupitelstva města Štramberk. Mandát obhájila v komunálních volbách roku 1998, komunálních volbách roku 2002, komunálních volbách roku 2006 a komunálních volbách roku 2010. Profesně se postupně uvádí jako právnička, úřednice, vedoucí odboru a důchodkyně. V komunálních volbách roku 2010 získala jeden ze tří mandátů pro KDU-ČSL v zastupitelstvu, původně přitom byla až na 6. místě kandidátky.
Od roku 2007 byla tajemnicí městského úřadu ve Štramberku. Funkci zastávala do roku 2009, kdy odešla do penze.
Od roku 1963 byla aktivní členkou divadelního souboru, nejprve jako herečka pod hlavičkou ZK Kotouč Štramberk, poté předsedkyně divadelního spolku KOTOUČ Štramberk. Zrežírovala 28 her.